# Recopa Catarinense 2024
In 2024 werd de zesde Recopa Catarinense tussen de kampioen van de staatscompetitie en de Copa Santa Catarina gespeeld. De competitie werd georganiseerd door de FCF. Criciúma werd de winnaar.  

## Deelnemers
| Club          | Stad     | Gekwalificeerd als                   | Deelnames |
| ------------- | -------- | ------------------------------------ | --------- |
| Criciúma      | Criciúma | Kampioen Campeonato Catarinense 2023 | 1ste      |
| Marcílio Dias | Itajaí   | Kampioen Copa Santa Catarina 2023    | 2de       |

## Recopa
|                       |                    |       |               |                                                                                                 |
| 16 januari 2024 21:30 | Criciúma           | 2 – 0 | Marcílio Dias | Estádio Heriberto Hülse, Criciúma Toeschouwers: 10.037 Scheidsrechter: Bráulio da Silva Machado |
| 16 januari 2024 21:30 | Vizeu 31' Eder 40' |       |               | Estádio Heriberto Hülse, Criciúma Toeschouwers: 10.037 Scheidsrechter: Bráulio da Silva Machado |

| Criciúma | Marcílio Dias |

| Recopa Catarinense de 2024   |
| Brusque                      |
| ---------------------------- |
| CRICIÚMA Kampioen (1° titel) |